# James Hepburn Campbell

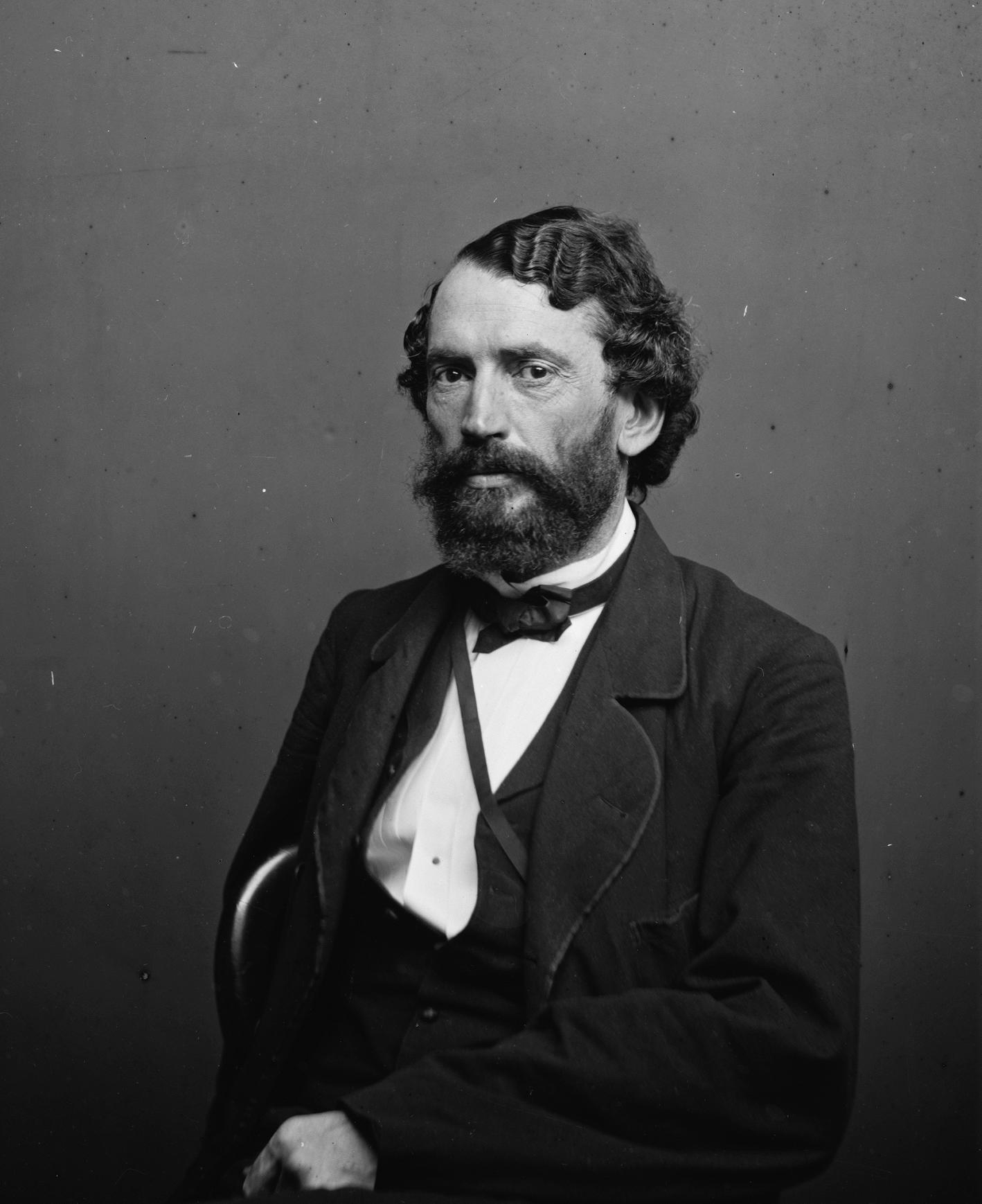
James Hepburn Campbell

James Hepburn Campbell (* 8. Februar 1820 in Williamsport, Pennsylvania; † 12. April 1895 bei Wayne, Pennsylvania) war ein US-amerikanischer Politiker. Zwischen 1855 und 1863 vertrat er zweimal den Bundesstaat Pennsylvania im US-Repräsentantenhaus.

## Werdegang
James Campbell besuchte die öffentlichen Schulen seiner Heimat. Nach einem anschließenden Jurastudium am Dickinson College in Carlisle und seiner 1841 erfolgten Zulassung als Rechtsanwalt begann er in Pottsville in diesem Beruf zu arbeiten. Gleichzeitig schlug er als Mitglied der Whig Party eine politische Laufbahn ein. Im Mai 1844 nahm er als Delegierter am Bundesparteitag der Whigs in Baltimore teil. Nach deren Auflösung in den 1850er Jahren wechselte er zur kurzlebigen Opposition Party, ehe er der Republikanischen Partei beitrat.
Bei den Kongresswahlen des Jahres 1854 wurde Campbell für die Opposition Party im elften Wahlbezirk von Pennsylvania in das US-Repräsentantenhaus in Washington, D.C. gewählt, wo er am 4. März 1855 die Nachfolge des Demokraten Christian Markle Straub antrat. Da er im Jahr 1856 nicht bestätigt wurde, konnte er bis zum 3. März 1857 zunächst nur eine Legislaturperiode im Kongress absolvieren. Diese war von den Ereignissen im Vorfeld des Bürgerkrieges geprägt. Bei den Wahlen des Jahres 1858 wurde Campbell als Republikaner erneut im elften Distrikt seines Staates in den Kongress gewählt. Dort löste er am 4. März 1859 William Lewis Dewart ab, der zwei Jahre zuvor sein Nachfolger geworden war. Nach einer Wiederwahl im Jahr 1860 konnte er bis zum 3. März 1863 im Kongress verbleiben. Diese Zeit war von den Ereignissen unmittelbar vor dem Bürgerkrieg und ab 1861 vom Krieg selbst bestimmt. In den ersten Monaten des Krieges diente Campbell als Major in einer Infanterieeinheit aus Pennsylvania. Im Jahr 1862 verzichtete er auf eine weitere Kandidatur.
1864 wurde Campbell von Präsident Abraham Lincoln zum amerikanischen Gesandten in Schweden ernannt. Dieses Amt bekleidete er zwischen Mai 1864 und März 1867. Danach lehnte er eine diplomatische Mission nach Kolumbien ab. Er zog nach Philadelphia, wo er in den folgenden Jahren als Anwalt praktizierte. James Campbell starb am 12. April 1895 auf seinem Anwesen Aeola nahe Wayne im Delaware County. Er wurde in Philadelphia beigesetzt.